# 1948年全仏選手権 (テニス)
1948年 全仏選手権（1948ねんぜんふつせんしゅけん、Internationaux de France de Roland-Garros 1948）に関する記事。フランス・パリにある「ローランギャロス・スタジアム」にて開催。

## 大会の流れ
- 男子シングルスは「96名」の選手による7回戦制で、女子シングルスは「50名」の選手による6回戦制で行われた。男子は32名、女子は14名の選手に「1回戦不戦勝」（抽選表では“Bye”と表示）があった。
- シード選手は男子・女子ともに16名。シード選手でも、1回戦から出場した人と、2回戦から登場した人がいる。2回戦から登場した選手が初戦敗退の場合は「2回戦＝初戦」と表記する。

## シード選手

### 男子シングルス
1. フランク・パーカー　（初優勝）
2. ヨージェフ・アシュボード　（2回戦＝初戦）
3. ジョン・ブロムウィッチ　（2回戦＝初戦）
4. エリック・スタージェス　（ベスト4）
5. マルセル・ベルナール　（ベスト8）
6. ヤロスラフ・ドロブニー　（準優勝）
7. バッジ・パティー　（ベスト4）
8. ジョバンニ・クチェリ　（ベスト8）
9. フランク・セッジマン　（4回戦）
10. ドラグティン・ミティッチ　（4回戦）
11. トニー・モットラム　（4回戦）
12. ヨシップ・パラーダ　（4回戦）
13. フィリップ・ワッシャー　（4回戦）
14. レナート・ベルゲリン　（ベスト8）
15. マルセロ・デル・ベロ　（ベスト8）
16. ヴワディスワフ・スコネツキ　（2回戦＝初戦）

### 女子シングルス
1. ドリス・ハート　（ベスト4）
2. パトリシア・トッド　（ベスト4、不戦敗）
3. ネリー・アダムソン・ランドリー　（初優勝）
4. シャーリー・フライ　（準優勝）
5. ジュジャ・ケルメツィ　（2回戦＝初戦）
6. メアリー・プレンティス　（ベスト8）
7. アナリサ・ボッシ　（ベスト8、不戦敗）
8. ヘレン・リバニー　（ベスト8）
9. コレット・ベーグナー　（3回戦）
10. マルタ・ペテルディ　（3回戦）
11. ミリアム・ド・ボウマン　（3回戦）
12. ジャクリーヌ・パトーニ　（3回戦）
13. アリス・ワイバーズ　（2回戦）
14. ビー・カリス　（3回戦）
15. アーレット・ハルフ　（3回戦）
16. ジャクリーヌ・ブータン　（3回戦）

## 大会経過

### 男子シングルス
準々決勝
- フランク・パーカー vs.  ジョバンニ・クチェリ　6-1, 6-2, 6-1
- エリック・スタージェス vs.  マルセル・ベルナール　6-3, 6-2, 9-7
- ヤロスラフ・ドロブニー vs.  レナート・ベルゲリン　6-2, 6-1, 6-4
- バッジ・パティー vs.  マルセロ・デル・ベロ　6-1, 6-3, 8-6

準決勝
- フランク・パーカー vs.  エリック・スタージェス　6-2, 6-2, 6-1
- ヤロスラフ・ドロブニー vs.  バッジ・パティー　2-6, 6-3, 4-6, 6-4, 6-3

### 女子シングルス
準々決勝
- ドリス・ハート vs.  ヘレン・リバニー　6-3, 6-3
- シャーリー・フライ vs.  マリア・ワイス　6-3, 7-5
- ネリー・アダムソン・ランドリー vs.  メアリー・プレンティス　6-4, 6-3
- パトリシア・トッド vs.  アナリサ・ボッシ　不戦勝

準決勝
- シャーリー・フライ vs.  ドリス・ハート　6-3, 4-6, 11-9
- ネリー・アダムソン・ランドリー vs.  パトリシア・トッド　不戦勝

## 決勝戦の結果
- 男子シングルス： フランク・パーカー vs.  ヤロスラフ・ドロブニー　6-4, 7-5, 5-7, 8-6
- 女子シングルス： ネリー・アダムソン・ランドリー vs.  シャーリー・フライ　6-2, 0-6, 6-0
- 男子ダブルス： ヤロスラフ・ドロブニー＆ レナート・ベルゲリン vs.  ハリー・ホップマン＆ フランク・セッジマン　8-6, 6-1, 12-10
- 女子ダブルス： ドリス・ハート＆ パトリシア・トッド vs.  シャーリー・フライ＆ メアリー・プレンティス　6-4, 6-2
- 混合ダブルス： ヤロスラフ・ドロブニー＆ パトリシア・トッド vs.  フランク・セッジマン＆ ドリス・ハート　6-3, 3-6, 6-3